# Sinfonía n.º 5 (Honegger)

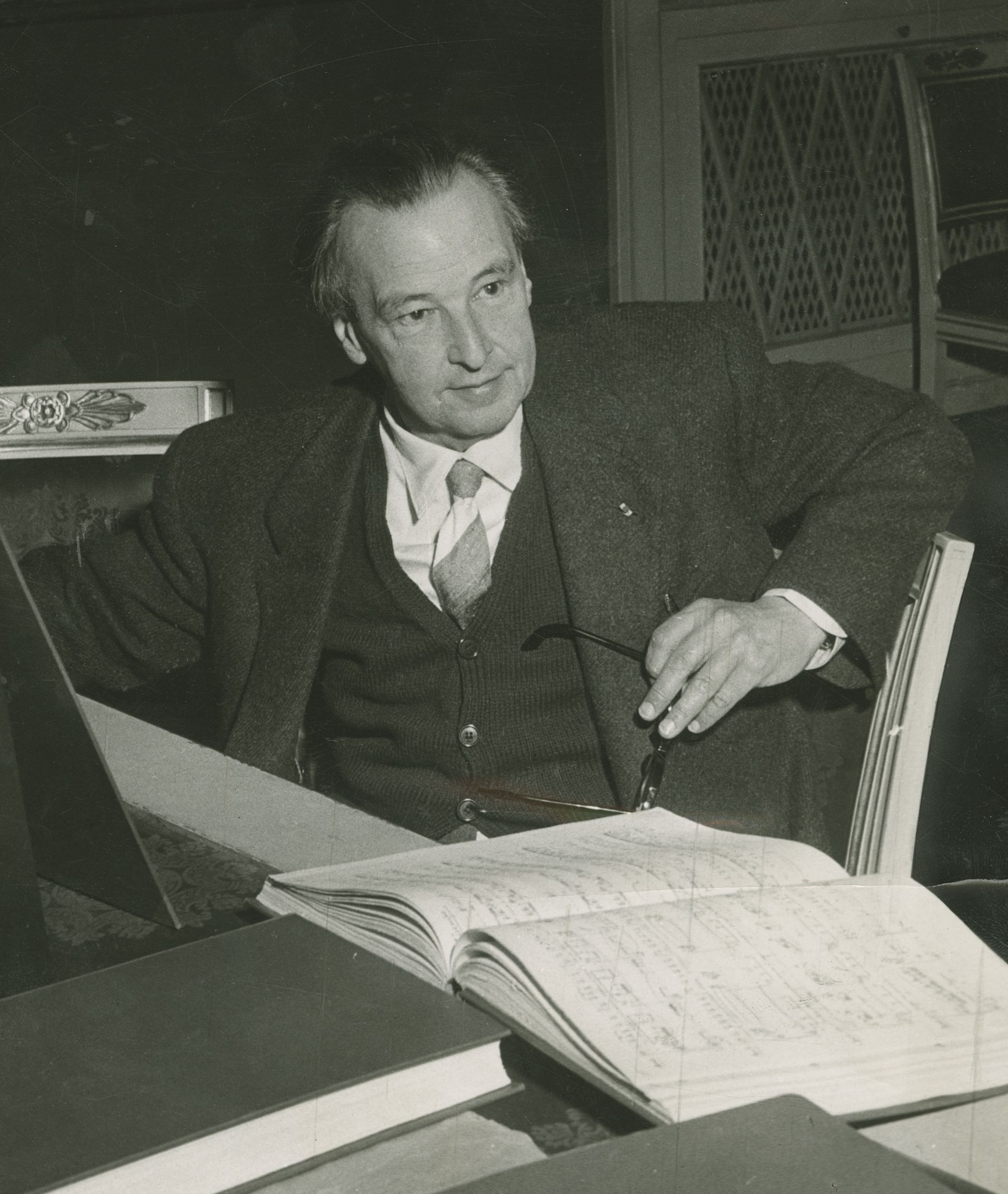
Honegger en 1950.

La Sinfonía n.º 5  H.202, también conocida como Di tre re, fue compuesta por Arthur Honegger en 1950. La obra está dedicada a Nathalie Kusevitski, la esposa del director Serguéi Kusevitski. Se trata de la última contribución al género del maestro suizo.

## Historia

### Composición
La composición de la obra se desarrolló en el otoño de 1950. La pieza fue un encargo hecho por la Fundación Musical Koussevitzky. El subtítulo Di tre re hace referencia a la nota re que es interpretada en el solo de timbal y bajos al final de cada movimiento.  

### Estreno y publicación
El estreno se celebró el 9 de marzo de 1951 con la interpretación de la Orquesta Sinfónica de Boston bajo la batuta de Charles Munch.
La primera edición de la pieza fue llevada a cabo en 1951 por la editorial Salabert en París.

## Instrumentación
La partitura está escrita para una orquesta formada por:
- Viento madera: 3 flautas (la tercera doblando al flautín), 2 oboes, 1 corno inglés, 2 clarinetes, 1 clarinete bajo, 3 fagotes.
- Viento metal: 4 trompas, 3 trompetas, 3 trombones, 1 tuba.
- Percusión: timbales ad libitum.
- Cuerda: 2 arpas y una sección de cuerdas con violines I y II, violas, violonchelos y contrabajos.

## Estructura y análisis
La sinfonía consta de tres movimientos:
- I. Grave, (aprox. 7'20").
- II. Allegretto – Adagio – Allegretto – Adagio – Allegretto, (aprox. 9'00").
- III. Allegro marcato, (aprox. 5'30").

La interpretación de esta obra dura aproximadamente entre 20 y 25 minutos. 

## Discografía selecta
- 1964 – Charles Munch, Orquesta Nacional de Francia.
- 1992 – Charles Munch, Orquesta Sinfónica de Boston (RCA Victor Red Seal & Gold Seal).
- 1994 – Serge Baudo, Orquesta Filarmónica Checa (Supraphon). Disco incluido en la integral sinfónica.
- 1994 – Neeme Järvi, Orquesta Sinfónica Nacional de Dinamarca (Chandos).
- 1997 – Ígor Markévich, Orquesta Lamoureux (DG Originals; grabada en 1957).
- 2001 – Fabio Luisi, Orquesta de la Suisse Romande (Cascavelle). Disco incluido en la integral sinfónica.
- 2003 – Ernest Ansermet, Orquesta Filarmónica de Viena (Andante).
- 2004 – Michel Plasson, Orquesta del Capitolio de Toulouse (EMI Classics). Disco incluido en la integral sinfónica.
- 2006 – Charles Dutoit, Orquesta Sinfónica de la Radio de Baviera (Apex). Disco incluido en la integral sinfónica.
- 2010 – Ígor Markévich, Orquesta Sinfónica RIAS (Audite).